# Aristaria cellulalis
Aristaria cellulalis är en fjärilsart som beskrevs av Achille Guenée 1854. Aristaria cellulalis ingår i släktet Aristaria och familjen nattflyn. Inga underarter finns listade i Catalogue of Life.